# World Championship Tennis Winter Finals 1982
World Championship Tennis Winter Finals 1982 byl jeden ze tří závěrečných tenisových turnajů WCT Finals v sezóně 1982. Představoval poslední událost 23dílného mužského okruhu World Championship Tennis, prvního samostatného po čtyřech letech, na němž se akce WCT nehrály jako součást okruhu Grand Prix. Probíhal až následující kalendářní rok mezi 24. až 31. lednem 1983 na koberci Cobo Areny v michiganském Detroitu.
Do turnaje s rozpočtem 250 000 dolarů se kvalifikovalo osm nejlepších tenistů ze zimní části sezóny WCT 1982, na základě postavení v zimním žebříčku WCT. Vítězem se stal Čech Ivan Lendl, který ve finále přehrál argentinského hráče Guillerma Vilase po čtyřsetovém průběhu. Připsal si premiérový titul v probíhající sezóně 1983 a celkově třicátý pátý v kariéře.

## Finále

### Mužská dvouhra
- Ivan Lendl vs.  Guillermo Vilas, 7–5, 6–2, 2–6, 6–4